# Philodendron robustum
Philodendron robustum är en kallaväxtart som beskrevs av Heinrich Wilhelm Schott. Philodendron robustum ingår i släktet Philodendron och familjen kallaväxter. Inga underarter finns listade.